# Maguing
Maguing (Bayan ng Maguing) är en kommun i Filippinerna. Kommunen ligger på ön Mindanao, och tillhör provinsen Lanao del Sur. Folkmängden uppgår till 18 095 invånare.

## Barangayer
Maguing är indelat i 34 barangayer.
| - Agagan - Balagunun - Bolao - Balawag - Balintao - Borocot - Bato-bato - Borrowa - Buadiangkay - Bubong Bayabao - Botud - Camalig | - Cambong - Dilausan (Pob.) - Dilimbayan - Ilalag - Kianodan - Lumbac - Madanding - Madaya - Maguing Proper - Malungun - Pagalongan | - Panayangan - Pilimoknan - Ragayan (Rungayan) - Lilod Maguing - Bubong - Lilod Borocot - Malungun Borocot - Malungun Pagalongan - Sabala Dilausan - Lumbac-Dimarao - Pindolonan |